# Alemania en los Juegos Olímpicos de Albertville 1992
Alemania estuvo representada en los Juegos Olímpicos de Albertville 1992 por un total de 111 deportistas que compitieron en 11 deportes.  
El portador de la bandera en la ceremonia de apertura fue el piloto de bobsleigh Wolfgang Hoppe.

## Medallistas
El equipo olímpico alemán obtuvo las siguientes medallas:
| Atleta                                                | Deporte               | Competición         |
| ----------------------------------------------------- | --------------------- | ------------------- |
| Oro                                                   |                       |                     |
| Mark Kirchner                                         | Biatlón               | 10 km M             |
| Antje Misersky                                        | Biatlón               | 15 km persecución F |
| Ricco Groß Jens Steinigen Mark Kirchner Fritz Fischer | Biatlón               | 4 × 7,5 km M        |
| Georg Hackl                                           | Luge                  | Individual M        |
| Stefan Krauße Jan Behrendt                            | Luge                  | Doble F             |
| Uwe-Jens Mey                                          | Patinaje de velocidad | 500 m M             |
| Olaf Zinke                                            | Patinaje de velocidad | 1000 m M            |
| Jacqueline Börner                                     | Patinaje de velocidad | 1500 m F            |
| Gunda Niemann                                         | Patinaje de velocidad | 3000 m F            |
| Gunda Niemann                                         | Patinaje de velocidad | 5000 m F            |
| Plata                                                 |                       |                     |
| Ricco Groß                                            | Biatlón               | 10 km M             |
| Mark Kirchner                                         | Biatlón               | 20 km persecución M |
| Antje Misersky                                        | Biatlón               | 7,5 km F            |
| Uschi Disl Antje Misersky Petra Schaaf                | Biatlón               | 3 × 7,5 km F        |
| Rudolf Lochner Markus Zimmermann                      | Bobsleigh             | Doble M             |
| Wolfgang Hoppe Bogdan Musiol Axel Kühn René Hannemann | Bobsleigh             | Cuádruple M         |
| Yves Mankel Thomas Rudolph                            | Luge                  | Doble M             |
| Gunda Niemann                                         | Patinaje de velocidad | 1500 m F            |
| Heike Warnicke                                        | Patinaje de velocidad | 3000 m F            |
| Heike Warnicke                                        | Patinaje de velocidad | 5000 m F            |
| Bronce                                                |                       |                     |
| Christoph Langen Günther Eger                         | Bobsleigh             | Doble M             |
| Katja Seizinger                                       | Esquí alpino          | Supergigante F      |
| Susi Erdmann                                          | Luge                  | Individual F        |
| Christa Luding                                        | Patinaje de velocidad | 500 m F             |
| Monique Garbrecht                                     | Patinaje de velocidad | 1000 m F            |
| Claudia Pechstein                                     | Patinaje de velocidad | 5000 m F            |